# Helotium tetra-ascosporum
Helotium tetra-ascosporum är en svampart som beskrevs av Rea 1909. Helotium tetra-ascosporum ingår i släktet Helotium och familjen Helotiaceae.   Inga underarter finns listade i Catalogue of Life.